# Paper Chain
Paper Chain es un LP de Pierre Cope And India Girls, banda integrada por Pierre Cope.

## Descripción
Paper Chain es un LP que reúne ocho temas que son reversiones.

## Lista de temas
| Paper Chain |                             |          |  |
| N.º         | Título                      | Duración |  |
| 1.          | «Paper Chain»               | 4:07     |  |
| 2.          | «Knocking On Heavens Door»  | 2:30     |  |
| 3.          | «Dance Master»              | 4:04     |  |
| 4.          | «Friends Of The Day»        | 3:46     |  |
| 5.          | «Another Brick In The Wall» | 4:44     |  |
| 6.          | «Gloria»                    | 6:22     |  |
| 7.          | «Nobody Else»               | 4:07     |  |
| 8.          | «Steven»                    | 4:56     |  |